# Даниил Столпник
Дании́л Сто́лпник (греч. Δανιήλ τοῦ Στυλίτου; 410—490) — христианский аскет, столпник, почитается как святой в лике преподобных. Память в Православной церкви совершается 11 декабря (по юлианскому календарю), в Католической церкви — 11 декабря.

## Жизнеописание
Будущий святой родился в Месопотамии. Родители его Илия и Марфа были христианами. Житие повествует, что долгое время Господь не давал им ребёнка. Марфа много молилась Богу о чадородии, обещая посвятить своего ребёнка служению Богу. Молитва была услышана: у неё родился сын.
До пяти лет мальчик не имел имени, поскольку родители хотели, чтобы рождённый по благоволению Божиему от Бога и получил себе имя. Имя отроку было наречено игуменом монастыря, куда его привели родители: игумен, взяв одну из богослужебных книг, разогнул её на словах пророка Даниила; именем пророка и был наречён будущий подвижник.

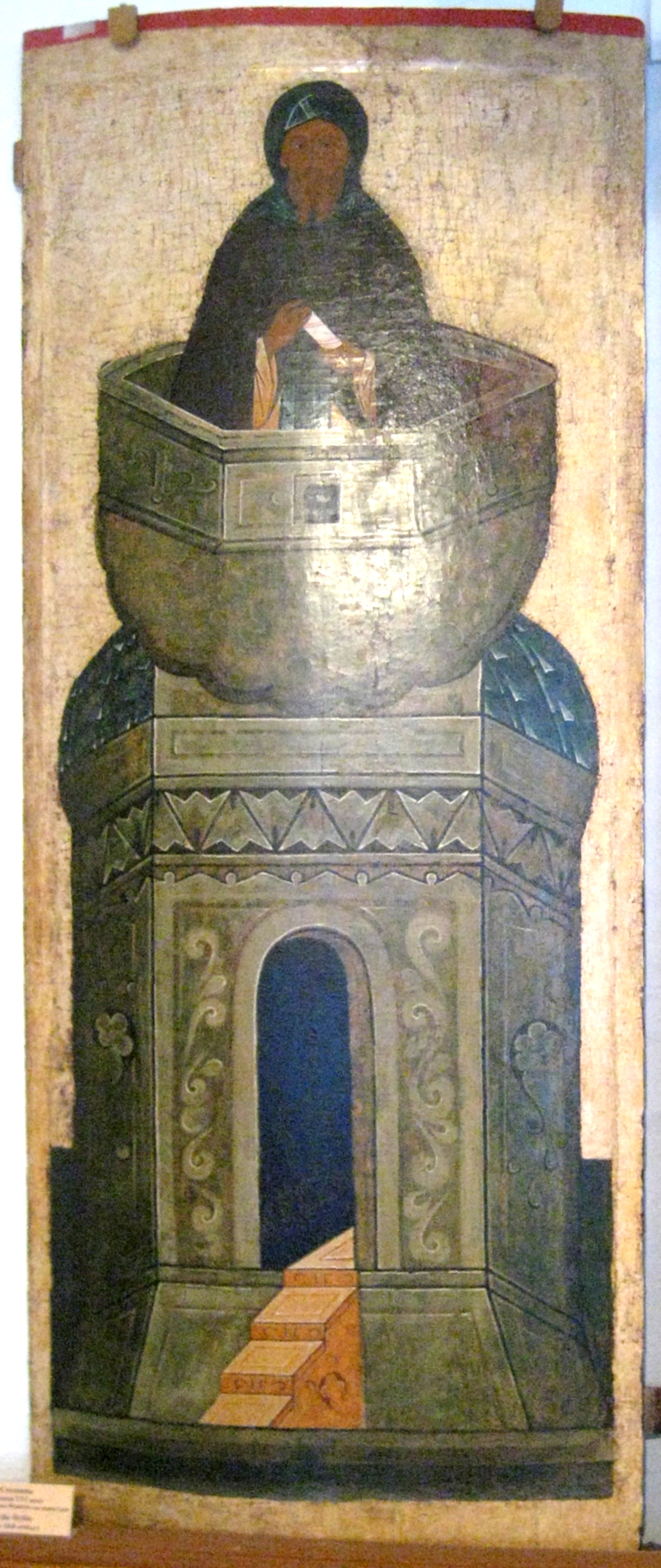
Икона XVI века

Двенадцати лет, оставив отчий дом, он пришёл в монашескую обитель, где был принят послушником. Однажды игумен по делам отправился в Антиохию, взяв с собой и Даниила. По дороге они проходили мимо места, где на высоком столпе подвизался преподобный Симеон Столпник. Даниил, увидев столпника, в молитве претерпевавшего лишения и непогоду, возгорелся желанием подвизаться таким же образом. По благословению святого Симеона Даниил удалился в окрестности Константинополя, во Фракии, поселившись на месте заброшенного языческого капища, где ему пришлось претерпеть многие бесовские искушения.
Воздвигнув высокий столп, Даниил много лет провёл на нём в духовном подвиге. Житие сообщает, что Даниил был удостоен от Бога дара чудотворения и исцеления. Место его отшельничества стало притягивать паломников и страждущих, обращавшихся к нему за помощью. Ближе к концу своей жизни Даниил был рукоположён во пресвитеры (хиротонию совершил Константинопольский патриарх, а сам Даниил даже не сошёл со столба).
Скончался Даниил 11 декабря в 489 или 490 году, проведя на столбе более 30 лет.

## Данилов монастырь
В Москве древнейшим монастырём почитается обитель в честь Даниила Столпника, первоначально устроенная в конце XIII века московским князем Даниилом Александровичем.